# Уолш, Джон (телеведущий)
Джон Эдвард Уолш мл. (родился 26 декабря 1945 года) — американский телеведущий, детектив, правозащитник, адвокат, писатель и создатель телепередачи «America’s Most Wanted». Уолш известен своей активной работой по борьбе с преступностью, после того, как в 1981 году его сын Адам был убит.

## Биография
Уолш родился в Оберне, штат Нью-Йорк. Он учился в университете Буффало. Позднее, в 1971 году, он женился на Реве Дрю. Молодожёны обосновались в Южной Флориде, где Джон стал участвовать в создании элитных отелей класса люкс.
После гибели Адама, у супругов Уолш родилось еще трое детей: Меган (1982 г. р.), Каллахан (1987 г. р.) и Хайден (1994 г. р.). Меган родилась через год после убийства Адама. Меган стала певицей и модельером, у неё есть дочь Ева. Хайден иногда участвует в программах своего отца.
За свою работу, Джон Уолш неоднократно удостаивался различных наград. Тем не менее, он иногда подвергается критике за создание моральной паники и сексизм. В частности, критике подвергся его совет не нанимать мужчин на работу нянь за детьми.